# Jüe-jang
Jüe-jang (čínsky pchin-jinem Yuèyáng, znaky 岳阳) je městská prefektura v Čínské lidové republice. Leží v severovýchodním rohu provincie Chu-nan na jižním břehu řeky Jang-c’-ťiang u jezera Tung-tching-chu.
V celé prefektuře žilo roku 2010 téměř pět a půl milionu obyvatel na rozloze čtrnácti a půl tisíce čtverečních kilometrů, k roku 2020 už jen pět milionů obyvatel.
Ve městě je stanice vysokorychlostní železniční trati Wu-chan – Kanton a železniční trati Peking – Kanton.

## Správní členění
Městská prefektura Jüe-jang se člení na devět celků okresní úrovně, a sice tři městské obvody, dva městské okresy a čtyři okresy.
| Jüe-jang-lou Jün-si Ťün-šan městský okres · Mi-luo městský okres · Lin-siang okres · Jüe-jang okres · Chua-žung okres · Siang-jin okres · Pching-ťiang |          |                       |             |                                         |
| Název | Název    | Počet obyvatel (2020) | Rozloha km² | Hustota zalidnění (obyv. na km²) (2020) |
| český přepis | znaky    | Počet obyvatel (2020) | Rozloha km² | Hustota zalidnění (obyv. na km²) (2020) |
| Městské obvody |          |                       |             |                                         |
| Jüe-jang-lou | 岳阳楼区 | 980 401               | 408         | 2 405                                   |
| Jün-si | 云溪区   | 153 657               | 384         | 400                                     |
| Ťün-šan | 君山区   | 201 634               | 628         | 321                                     |
| Městské okresy |          |                       |             |                                         |
| Lin-siang | 临湘市   | 433 200               | 1 718       | 252                                     |
| Mi-luo | 汨罗市   | 632 246               | 1 665       | 380                                     |
| Okresy |          |                       |             |                                         |
| Chua-žung | 华容县   | 553 800               | 1 599       | 346                                     |
| Jüe-jang | 岳阳县   | 561 888               | 2 812       | 200                                     |
| Pching-ťiang | 平江县   | 951 112               | 4 115       | 231                                     |
| Siang-jin | 湘阴县   | 583 984               | 1 536       | 380                                     |
| |          |                       |             |                                         |
| Celkem | Celkem   | 5 051 922             | 14 864      | 340                                     |

## Partnerská města
- Castlegar, Kanada (2. říjen 1992)
- Cockburn, Austrálie (28. listopad 1998)

- Numazu, Japonsko (5. duben 1985)
- Sainte-Foy-la-Grande, Francie (1. červen 2017)
- Stara Zagora, Bulharsko (4. prosinec 1992)
- Titusville, Florida, Spojené státy americké (12. květen 1988)